# Arthur Dobson
Arthur Charles Dobson (ur. 6 sierpnia 1914 roku w Lodsworth, zm. 12 marca 1980 roku w Battersea) – brytyjski kierowca wyścigowy.

## Kariera
W wyścigach samochodowych Dobson poświęcił się głównie startom w wyścigach Grand Prix oraz w wyścigach samochodów sportowych. W 1938 roku stanął na drugim stopniu podium wyścigu Campbell Trophy. W latach 1938-1939 Brytyjczyk pojawiał się w stawce 24-godzinnego wyścigu Le Mans. W pierwszym sezonie startów nie ukończył wyścigu w klasie 1.1. Został sklasyfikowany na dwunastym miejscu w swojej klasie oraz 35 w klasyfikacji generalnej. Rok później odniósł zwycięstwo w klasie 5. Stanął również na trzecim stopniu podium klasyfikacji generalnej.